# ألين (أوكلاهوما)
ألين (بالإنجليزية: Allen town, Oklahoma)‏ هي بلدة تقع بولاية أوكلاهوما في الولايات المتحدة. تبلغ مساحتها 2.29 كم2، وترتفع عن سطح البحر 265 م، بلغ عدد سكانها 932 نسمة في عام 2010 حسب إحصاء مكتب تعداد الولايات المتحدة وتصل الكثافة السكانية فيها 407 نسمة لكل كيلومتر مربع (1,054.1/ميل2).

## التركيبة السكانية
حدّد مكتب تعداد الولايات المتحدة بيانات التركيبة السكانية لألين في تعداد الولايات المتحدة. في ما يلي، التركيبة السكانية حسب تعدادي 2000 و2010.

### تعداد عام 2000
بلغ عدد سكان ألين 951 نسمة بحسب تعداد عام 2000، وبلغ عدد الأسر 384 أسرة وعدد العائلات 248 عائلة مقيمة في البلدة. في حين سجلت الكثافة السكانية 415.3 نسمة لكل كيلومتر مربع (1,075.6/ميل2). وبلغ عدد الوحدات السكنية 445 وحدة بمتوسط كثافة قدره 194.3 لكل كيلومتر مربع (503.2/ميل2).
وتوزع التركيب العرقي للبلدة بنسبة 77.29% من البيض و0.42% من الأمريكيين الأفارقة و14.30% من الأمريكيين الأصليين و0.11% من الأمريكيين ذوي الأصول الآسيوية و0.95% من الأعراق الأخرى و6.94% من عرقين مختلطين أو أكثر و2% من الهسبانيون أو اللاتينيون من أي عرق.
بلغ عدد الأسر 384 أسرة كانت نسبة 33.6% منها لديها أطفال تحت سن الثامنة عشر تعيش معهم، وبلغت نسبة الأزواج القاطنين مع بعضهم البعض 51.6% من أصل المجموع الكلي للأسر، ونسبة 9.4% من الأسر كان لديها معيلات من الإناث دون وجود شريك، بينما كانت نسبة 3.6% من الأسر لديها معيلون من الذكور دون وجود شريكة وكانت نسبة 35.4% من غير العائلات. تألفت نسبة 32.3% من أصل جميع الأسر من عدة أفراد يعيشون في نفس المنزل ونسبة 19.8% كانت تتألف من شخص يعيش بمفرده يبلغ من العمر 65 عاماً أو أكثر. وبلغ متوسط حجم الأسرة المعيشية 2.39، أما متوسط حجم العائلات فبلغ 3.03.
بلغ العمر الوسطي للسكان 38.6 عاماً. وكانت نسبة 26.2% من القاطنين تحت سن الثامنة عشر، وكانت نسبة 6.9% بين الثامنة عشر والرابعة والعشرين عاماً، ونسبة 25.9% كانت واقعةً في الفئة العمرية ما بين الخامسة والعشرين والرابعة والأربعين عاماً، ونسبة 20.1% كانت ما بين الخامسة والأربعين والرابعة والستين، ونسبة 17.4% كانت ضمن فئة الخامسة والستين عاماً فما فوق. يوجد لكل 100 أنثى 90.2 ذكر، ويوجد لكل 100 أنثى في الثامنة عشر من عمرها فما فوق 86.1 ذكر.
بلغ متوسط دخل الأسرة في البلدة 21,667 دولارًا، أما متوسط دخل العائلة فبلغ 25,714 دولارًا. وكان متوسط دخل الذكور 21,429 دولارًا مقابل 16,818 دولارًا للإناث. وسجل دخل الفرد الخاص بالبلدة 10,534 دولارًا. وكانت نسبة 18.2% من العائلات ونسبة 22% من السكان تحت خط الفقر، وكان من هؤلاء نسبة 28.2% تحت سن الثامنة عشر ونسبة 23.6% في الخامسة والستين من العمر وما فوق.

### تعداد عام 2010
بلغ عدد سكان ألين 932 نسمة بحسب تعداد عام 2010، وبلغ عدد الأسر 355 أسرة وعدد العائلات 250 عائلة مقيمة في البلدة. في حين سجلت الكثافة السكانية 407 نسمة لكل كيلومتر مربع (1,054.1/ميل2). وبلغ عدد الوحدات السكنية 430 وحدة بمتوسط كثافة قدره 187.8 لكل كيلومتر مربع (486.4/ميل2).
وتوزع التركيب العرقي للبلدة بنسبة 75.54% من البيض و0.11% من الأمريكيين الأفارقة و17.81% من الأمريكيين الأصليين و0.43% من الأمريكيين ذوي الأصول الآسيوية و0.11% من سكان جزر المحيط الهادئ و0.11% من الأعراق الأخرى و5.90% من عرقين مختلطين أو أكثر و0.97% من الهسبانيون أو اللاتينيون من أي عرق.
بلغ عدد الأسر 355 أسرة كانت نسبة 33% منها لديها أطفال تحت سن الثامنة عشر تعيش معهم، وبلغت نسبة الأزواج القاطنين مع بعضهم البعض 53.8% من أصل المجموع الكلي للأسر، ونسبة 13.8% من الأسر كان لديها معيلات من الإناث دون وجود شريك، بينما كانت نسبة 2.8% من الأسر لديها معيلون من الذكور دون وجود شريكة وكانت نسبة 29.6% من غير العائلات. تألفت نسبة 24.2% من أصل جميع الأسر من عدة أفراد يعيشون في نفس المنزل ونسبة 13.2% كانت تتألف من شخص يعيش بمفرده يبلغ من العمر 65 عاماً أو أكثر. وبلغ متوسط حجم الأسرة المعيشية 2.53، أما متوسط حجم العائلات فبلغ 3.03.
بلغ العمر الوسطي للسكان 41.3 عاماً. وكانت نسبة 23.6% من القاطنين تحت سن الثامنة عشر، وكانت نسبة 7.9% بين الثامنة عشر والرابعة والعشرين عاماً، ونسبة 24.6% كانت واقعةً في الفئة العمرية ما بين الخامسة والعشرين والرابعة والأربعين عاماً، ونسبة 24.2% كانت ما بين الخامسة والأربعين والرابعة والستين، ونسبة 19.6% كانت ضمن فئة الخامسة والستين عاماً فما فوق. وتوزع التركيب الجنسي للسكان بنسبة 47% ذكور و53% إناث.